# Action (physique)
Pour les articles homonymes, voir Action.
L'action est une grandeur scalaire qui caractérise l'évolution d'un système physique (matière ou champ), et dont l'éventail des variations possibles détermine cette évolution (selon le principe de moindre action). Elle a la dimension d'une énergie multipliée par un temps, ou d'une quantité de mouvement multipliée par une longueur (le moment cinétique a la même dimension qu'une action, mais il s'agit d'une grandeur vectorielle qui implique un produit vectoriel). On la note habituellement {\displaystyle {\mathcal {S}}} ou S, plus rarement {\displaystyle {\mathcal {A}}} ou A.
Définie par Leibniz en 1690, l'action prend de l'importance en physique avec la mise en évidence du principe de moindre action par Maupertuis en 1744, puis avec l'introduction du  « quantum élémentaire d'action » par Planck en 1900 (h, constante de Planck). Elle devient une grandeur fondamentale en physique théorique avec l'avènement de la relativité générale et de la théorie quantique des champs.
Caractérisant globalement l'état d'un système et son évolution, c'est une grandeur fonctionnelle, qui prend en argument la trajectoire du système dans son espace de configuration et la décrit globalement par un scalaire. L'évolution du système obéit au principe de moindre action, ce qui permet de déterminer en chaque point de la trajectoire l'équation du mouvement gouvernant le futur de ce système.

## Définition
Il y a plusieurs manières usuelles de définir l'action en physique,. 
L'action est généralement une intégrale par rapport au temps, mais elle peut également comprendre des intégrations par rapport à des grandeurs spatiales. Dans certains cas, l'intégration se fait sur la trajectoire suivie par le système. Ainsi, l'action s'exprime mathématiquement comme l'intégrale par rapport au temps entre un temps initial et le temps d'observation du système d'une quantité L appelée le lagrangien de ce système,, qui est la différence entre l’énergie cinétique T et l’énergie potentielle U :
{\displaystyle {\mathcal {S}}=\int _{t_{1}}^{t_{2}}L\,\mathrm {d} t}
avec {\displaystyle L=T({\dot {x}},t)-U(x,t)}
L'action a donc la dimension d'une énergie multipliée par une durée, ou, ce qui revient au même, d'une quantité de mouvement multipliée par une distance.
L'action est une grandeur physique qui ne se mesure pas ; elle n'intervient que comme auxiliaire de modélisation en physique théorique, pour déterminer la forme mathématique de l'équation du mouvement.

### Notation
L'usage habituel, dont l'origine semble remonter à Hamilton, est de noter l'action par le symbole S, ou en écriture cursive {\displaystyle {\mathcal {S}}}. Les raisons n'en semblent pas connues. Elle est également parfois notée {\displaystyle {\mathcal {A}}}, notamment lorsqu'on retrouve l'action et l'entropie dans une même formule.

## Histoire
La quantité d'action en physique a été définie par Leibniz en 1690 comme étant le produit de la quantité de matière par la durée et le carré de la vitesse (m·v2·t) ou, ce qui revient au même, le produit de la masse par la vitesse et la distance parcourue (m·v·l) ; autrement dit, l'énergie multipliée par la durée, ou la quantité de mouvement par la distance. Cependant l'introduction de cette grandeur a par la suite été souvent attribuée à Wolff, parce qu'il a popularisé la dynamique de Leibniz, ou à Maupertuis, parce qu'il a introduit le principe de moindre action. Mais l'un et l'autre reconnaissaient tenir de Leibniz la définition de cette grandeur.
Le concept d'action s'est avéré d'une grande importance en physique, d'abord à cause du succès du principe de moindre action à la suite des travaux d’Euler, Lagrange, Hamilton, Jacobi et Helmholtz.
Plus tard cette grandeur a été démontrée être une unité universelle et un invariant relativiste, à la suite de la découverte par Max Planck de la discontinuité fondamentale qu'est le quantum élémentaire d'action (1900). Dans les expériences, les échanges d'énergie se font de façon discontinue, par quanta d'énergie.
Cette découverte du quantum élémentaire d'action impliquant une discontinuité fondamentale a révolutionné la science physique et « ce concept qui introduit le discontinu dans la description de phénomènes élémentaires est à la base de la physique quantique ».

« le rôle fondamental joué par le quantum élémentaire d'action dans la physique... ouvrait une ère nouvelle dans les sciences de la nature. Car [son apparition] annonçait l'avènement de quelque chose d'entièrement inattendu et elle était destinée à bouleverser les bases mêmes de la pensée physique, qui depuis la découverte du calcul infinitésimal s'appuyaient sur l'idée que toutes les relations causales sont continues. »

Dans la théorie des quanta de Max Planck, le quantum élémentaire d'action est considéré comme la plus petite quantité d'action possible et l'action des corpuscules ou particules élémentaires varie de manière discontinue, selon des valeurs qui sont des multiples entiers de cette quantité minimale. Cependant la théorie de la mécanique quantique qui a suivi, formalisée entre autres par Erwin Schrödinger (en 1926), Werner Heisenberg (en 1925-1927), Paul Dirac (en 1926) et John von Neumann (en 1926-1930), considère la constante de Planck de manière plus abstraite, comme un coefficient de proportionnalité fondamental intimement lié aux mathématiques des commutateurs entre observables quantiques et au principe d'indétermination.

## En physique classique et relativiste

### Principe de moindre action

#### Énoncé
L'importance de l'action en physique est due à l'existence d'un principe très général, appelé principe de moindre action : le trajet effectivement suivi par un objet entre deux points donnés est celui qui conduit à une valeur stationnaire de l’action. Lorsque la trajectoire reliant les deux points est suffisamment petite, cet extremum de l'action est un minimum, d'où le nom donné au principe.

#### Commentaires
Par exemple, en mécanique, au lieu de penser accélération sous l’effet de forces, on raisonne en matière de chemin d’action stationnaire.
Ce principe de moindre action s’est avéré simple, puissant et général à la fois en mécanique classique où il est strictement équivalent aux lois de Newton et en mécanique quantique ou relativiste et en électromagnétisme où sa généralisation a été très fructueuse.
Beaucoup de problèmes de physique peuvent être résolus en partant de ce principe :
- que ce soit pour trouver le trajet du maître nageur pour atteindre le plus rapidement une personne en train de se noyer ou pour trouver le parcours de la lumière ou le trajet dans un champ gravitationnel d’un point à un autre ;
- que ce soit pour établir les équations de Maxwell ou les bases de la mécanique quantique dans la formulation de Feynman en intégrale de chemin.

Les symétries d’une situation physique peuvent être mieux traitées, par exemple en utilisant le théorème de Noether qui établit qu’à toute symétrie continue correspond une loi de conservation.
D’abord formulé par Pierre Louis Moreau de Maupertuis, puis développé par Euler et surtout Lagrange (Pierre de Fermat avait déjà établi un principe de moindre temps pour le trajet de la lumière), le principe de moindre action avait conduit à la formulation lagrangienne et hamiltonienne de la mécanique classique.

### Formalisation
Un lagrangien {\displaystyle {\mathcal {L}}[\varphi _{i}]}, appelé ainsi en l’honneur de  Joseph Louis Lagrange, est une fonction des variables dynamiques {\displaystyle \ \varphi _{i}(s)} qui décrit de façon concise les  équations de mouvement du système.
Les équations du mouvement s’obtiennent selon le principe d’action stationnaire en écrivant :
{\displaystyle {\frac {\delta {\mathcal {S}}}{\delta \varphi _{i}}}=0}
où l’action est :
{\displaystyle {\mathcal {S}}[\varphi _{i}]=\int {{\mathcal {L}}[\varphi _{i}(s)]{}\,\mathrm {d} ^{n}s},}
et {\displaystyle \ s_{\alpha }} désigne une base de variables.
Les  équations du mouvement obtenues ainsi sont identiques aux équations d’Euler-Lagrange et forment un système dynamique lagrangien.
Les exemples de systèmes dynamiques lagrangiens vont du modèle standard aux équations de Newton et à des problèmes de mathématiques pures tels que les équations géodésiques.

### Exemple en mécanique classique
La mécanique lagrangienne est une reformulation de la mécanique classique. Le lagrangien est défini comme l'énergie cinétique moins l'énergie potentielle :
{\displaystyle {\mathcal {L}}={\begin{matrix}{\frac {1}{2}}\end{matrix}}m{\dot {\vec {x}}}^{2}-V({\vec {x}}).}
L’équation d'Euler-Lagrange associée s'écrit alors :
{\displaystyle m{\ddot {\vec {x}}}+\nabla V({\vec {x}})=0}
où {\displaystyle \nabla V} est le champ gradient de {\displaystyle V}.
Si l'on considère que {\displaystyle {\vec {F}}=-\nabla V(x)}, on retrouve la deuxième loi de Newton, c'est-à-dire :
{\displaystyle m{\ddot {\vec {x}}}={\vec {F}}}.
En coordonnées sphériques (r, θ, φ), le lagrangien s’écrit :
{\displaystyle {\frac {m}{2}}({\dot {r}}^{2}+r^{2}{\dot {\theta }}^{2}+r^{2}\sin ^{2}\theta {\dot {\varphi }}^{2})-V(r)}.
Les équations d’Euler-Lagrange donnent alors :
{\displaystyle m{\ddot {r}}-mr({\dot {\theta }}^{2}+\sin ^{2}\theta {\dot {\varphi }}^{2})+V'=0},
{\displaystyle {\frac {\mathrm {d} }{\mathrm {d} t}}(mr^{2}{\dot {\theta }})-mr^{2}\sin \theta \cos \theta {\dot {\varphi }}^{2}=0},
{\displaystyle {\frac {\mathrm {d} }{\mathrm {d} t}}(mr^{2}\sin ^{2}\theta {\dot {\varphi }})=0}.
Dans ce cas le paramètre {\displaystyle \ s_{i}} est simplement le temps, et les variables dynamiques {\displaystyle \ \phi _{i}(s)} donnent la trajectoire {\displaystyle {\vec {x}}(t)} de la  particule.

## En physique quantique

### Quantum d'action
Comme d'autres grandeurs physiques, l'action est quantifiée. Le quantum d'action a été introduit en 1900 par Max Planck, dans sa démonstration de la loi régissant la répartition spectrale du rayonnement du corps noir. Appelé constante de Planck, il est noté h et vaut 6,626 070 15 × 10−34 J s. On emploie aussi beaucoup le rapport {\displaystyle h/2\pi }, appelé constante de Planck réduite et noté {\displaystyle \hbar } (prononcé « h bar »).
L'énergie d'un photon est ainsi {\displaystyle E=h\nu }, où {\displaystyle \nu } désigne la fréquence du rayonnement électromagnétique dont le photon fait partie.

### Principe d'incertitude
En mécanique quantique, l'action ne peut être pas être déterminée avec une précision meilleure que ne le permet le principe d'incertitude de Heisenberg :
{\displaystyle \sigma _{x}\,\sigma _{p}\geq {\frac {\hbar }{2}}}
où {\displaystyle \sigma _{x}} est l'écart type de la position et {\displaystyle \sigma _{p}} celui de la quantité de mouvement.
En effet, l'opérateur position {\displaystyle {\hat {x}}} et l'opérateur quantité de mouvement {\displaystyle {\hat {p}}} ne commutent pas. Leur commutateur vaut :
{\displaystyle \left[{\hat {x}},{\hat {p}}\right]={\hat {x}}\,{\hat {p}}-{\hat {p}}\,{\hat {x}}=i\,\hbar }.
Il n'est pas possible de mesurer simultanément ces deux grandeurs observables qui sont dites complémentaires et toute amélioration de la précision de la première mesure entraîne inévitablement une augmentation de l'imprécision de la seconde. La constante de Planck, qui a la dimension d'une action, permet de calculer cette limitation indépassable de la précision conformément à la formule de Heisenberg indiquée plus haut.

### En théorie quantique des champs
En 1942, Richard Feynman a introduit en mécanique quantique le concept d'intégrale de chemin, reposant sur le lagrangien et le principe de moindre action. Cette méthode prédictive reste un sujet de recherches actif en ce qui concerne ses bases mathématiques.
En théorie quantique des champs, le déplacement d'une particule d'un point à un autre entre deux instants {\displaystyle t_{1}} et {\displaystyle t_{2}} ou l'évolution d'un champ d'une configuration à une autre entre deux instants est sujet à une probabilité que l'on calcule en considérant tous les chemins (ou « histoires ») possibles entre les états de départ et d'arrivée. À chaque chemin correspondent une action S et une « amplitude de probabilité » (complexe) {\displaystyle \exp(\mathrm {i} S/\hbar )} (de module égal à un). L'amplitude de probabilité de l'évolution considérée est la somme des amplitudes de probabilité de tous les chemins possibles.
Cette approche rejoint le principe d'extremum de l'action (pas nécessairement un minimum) pour les systèmes macroscopiques de la physique classique. L'action de chaque chemin est alors de l'ordre d'un extrêmement grand nombre de fois h et les amplitudes de probabilité des chemins possibles ont des arguments globalement aléatoires : l'amplitude de probabilité totale est de module très proche de un, à l'exception notable des chemins proches du chemin le plus probable quand l'action de ce dernier est extrémale (leurs amplitudes de probabilité, ayant des arguments proches, ont une somme de grand module).